# Bratkovîci, Horodok
Bratkovîci (în ucraineană Братковичі) este o comună în raionul Horodok, regiunea Liov, Ucraina, formată numai din satul de reședință.

## Demografie
Componența lingvistică a comunei Bratkovîci
     Ucraineană (99,85%)
     Alte limbi (0,15%)
Conform recensământului din 2001, majoritatea populației comunei Bratkovîci era vorbitoare de ucraineană (99,85%), existând în minoritate și vorbitori de alte limbi.